# كاثلين إدواردز
كاثلين إدواردز (بالإنجليزية: Kathleen Edwards)‏ (و. 1978  م) هي مغنية، ومغنية مؤلفة كندية، ولدت في أوتا، تستخدم آلات قيثارة.
.

## روابط خارجية
- كاثلين إدواردز على موقع IMDb (الإنجليزية)
- كاثلين إدواردز على موقع ميوزك برينز (الإنجليزية)
- كاثلين إدواردز على موقع رولينغ ستون (الإنجليزية)
- كاثلين إدواردز على موقع أول ميوزيك (الإنجليزية)
- كاثلين إدواردز على موقع ديسكوغز (الإنجليزية)